# Спицимир Леливита
Спицимир Леливита, Спицимир из Мельштына, Спицимир из Тарнова, Спытко из Мельштына герба «Лелива», также известен как Spicimir na Melsztynie de Lelewel et Fridemund (родился примерно в 1300 году — умер около 1352/1354) — крупный польский магнат и государственный деятель, дипломат, ловчий краковский (с 1312), каштелян сондецкий (с 1317) и вислицкий (с 1319), каштелян краковский (с 1339).

## Биография
Польский историк Ян Длугош сообщал, что Спицимир родом из Рейнской области. Однако существует мнение и о том, что он происходит из Верхней Лужици. В «Географическом словаре Королевства Польского» в статье о Мельштыне указано, что существуют две версии происхождения Спицимира: немецкая и славянская.
С 1312 года — ловчий краковский, с 1317 года — каштелян сондецкий, с 1319 года — каштелян вислицкий. С 1339 года Спицимир Леливита упоминается в должности каштеляна краковского.
В правление короля Владислава Локетека Спицимир был одним из ведущих дипломатов, затем стал одним из воспитателей его сына и наследника, королевича Казимира, будущего польского короля Казимира III Великого.
Согласно Яну Длугошу, Спицимир Леливита скончался в 1354 году, но встречаются документы о его смерти в 1352 году.
Спицимир Леливита начать строить город Тарнув, получив от короля привилегию на основание города, построил замок в Мельштыне, владел землями в Бохне и Бжеско.

## Семья и дети
Спицимир Леливита дважды женат. Его первой женой стала дочь краковского судьи Пакослава из Мстишова (имя неизвестно).
Вторично женился на Станиславе Богория (ум. ок. 1352), дочери воеводы краковского Петра Богория (ум. ок. 1287) и сестре архиепископа гнезненского Ярослава Богория (ок. 1280—1376). Вполне возможно, что высокий статус его родственников способствовал росту политической карьеры Спицимира, ведь архиепископ гнезненский занимал ведущее положение в церковной и политической иерархии Польского королевства.
Дети от второго брака:
- Ян из Мельштына (ум. 1380/1381), воевода сандомирский и каштелян краковский. Основатель рода Мельштынских. Его внучка Эльжбета Грановская (ок. 1372—1420) стала третьей женой польского короля Владислава Ягелло.
- Рафал из Тарнова (ум. 1372/1373), подкоморий сандомирский и каштелян вислицкий. Родоначальник рода Тарновских
- Невстомп из Тарнова
- Пакослав из Тарнова, каноник краковский и вроцлавский
- Войцех из Тарнова